# Campionato europeo maschile under 20 di pallavolo 2006
Il campionato europeo juniores di pallavolo maschile 2006 si è svolto dal 6 al 14 settembre 2006 a Kazan', in Russia. Al torneo hanno partecipato 12 squadre nazionali europee e la vittoria finale è andata per la quinta volta, la seconda consecutiva, alla Russia.

## Qualificazioni
Hanno partecipato al campionato europeo juniores la nazionale del paese ospitante, le prime tre squadre classificate al campionato europeo juniores 2004 (in questo caso si è qualificata la quarta classificata, in quanto la Russia, prima classificata, era già qualificata come paese organizzatore) e otto squadre provenienti dai gironi di qualificazioni.

## Regolamento
Le dodici sono state divise in due gironi: al termine della prima fase, le prime due classificate di ogni girone hanno acceduto alle semifinali per il primo posto, mentre la terza e la quarta classificata di ogni girone hanno acceduto alle semifinali per il quinto posto.

## Gironi
| Girone A                                                   | Girone B                                                |
| ---------------------------------------------------------- | ------------------------------------------------------- |
| Belgio Polonia Russia Serbia e Montenegro Slovenia Ucraina | Bulgaria Francia Germania Italia Paesi Bassi Slovacchia |

## Fase finale

### Finali 1º e 3º posto
|  | Semifinali | Semifinali | Semifinali |        |         | Finale 1º/2º posto | Finale 1º/2º posto | Finale 1º/2º posto |  |
|  |            |            |            |        |         |                    |                    |                    |  |
|  | Russia     | Russia     | 3          |        |         |                    |                    |                    |  |
|  | Russia     | Russia     | 3          |        |         |                    |                    |                    |  |
|  | Slovenia   | Slovenia   | 0          |        |         |                    |                    |                    |  |
|  | Slovenia   | Slovenia   | 0          |        | Francia | Francia            | 0                  |                    |  |
|  |            |            |            |        | Francia | Francia            | 0                  |                    |  |
|  |            |            | Russia     | Russia | 3       |                    |                    |                    |  |
|  | Francia    | Francia    | Russia     | Russia | 3       | 3                  |                    |                    |  |
|  | Francia    | Francia    |            |        |         | 3                  |                    |                    |  |
|  | Italia     | Italia     | 0          |        |         | Finale 3º/4º posto | Finale 3º/4º posto | Finale 3º/4º posto |  |
|  | Italia     | Italia     | 0          |        |         |                    |                    |                    |  |
|  |            |            |            |        |         |                    |                    |                    |  |
|  |            |            |            |        |         | Italia             | Italia             | 3                  |  |
|  |            |            |            |        |         | Italia             | Italia             | 3                  |  |
|  |            |            |            |        |         | Slovenia           | Slovenia           | 0                  |  |

### Finali 5º e 7º posto
|  | Semifinali          | Semifinali          | Semifinali  |             |                     | Finale 5º/6º posto  | Finale 5º/6º posto | Finale 5º/6º posto |  |
|  |                     |                     |             |             |                     |                     |                    |                    |  |
|  | Serbia e Montenegro | Serbia e Montenegro | 3           |             |                     |                     |                    |                    |  |
|  | Serbia e Montenegro | Serbia e Montenegro | 3           |             |                     |                     |                    |                    |  |
|  | Slovacchia          | Slovacchia          | 0           |             |                     |                     |                    |                    |  |
|  | Slovacchia          | Slovacchia          | 0           |             | Serbia e Montenegro | Serbia e Montenegro | 3                  |                    |  |
|  |                     |                     |             |             | Serbia e Montenegro | Serbia e Montenegro | 3                  |                    |  |
|  |                     |                     | Paesi Bassi | Paesi Bassi | 0                   |                     |                    |                    |  |
|  | Polonia             | Polonia             | Paesi Bassi | Paesi Bassi | 0                   | 1                   |                    |                    |  |
|  | Polonia             | Polonia             |             |             |                     | 1                   |                    |                    |  |
|  | Paesi Bassi         | Paesi Bassi         | 3           |             |                     | Finale 7º/8º posto  | Finale 7º/8º posto | Finale 7º/8º posto |  |
|  | Paesi Bassi         | Paesi Bassi         | 3           |             |                     |                     |                    |                    |  |
|  |                     |                     |             |             |                     |                     |                    |                    |  |
|  |                     |                     |             |             |                     | Slovacchia          | Slovacchia         | 0                  |  |
|  |                     |                     |             |             |                     | Slovacchia          | Slovacchia         | 0                  |  |
|  |                     |                     |             |             |                     | Polonia             | Polonia            | 3                  |  |

## Podio

### Secondo posto
Formazione: 1 Benjamin Toniutti, 2 Alfred Groussiaut, 3 Baptiste Geiler, 4 Mory Sidibé, 8 Yoann Jaumel, 10 Nicolas Maréchal, 11 Édouard Rowlandson, 12 Adrien Clément, 13 Kévin Le Roux, 14 Adrien Taghin, 15 Fabien Vergoz, 16 Emmanuel Ragondet, CT: Philippe Salvan

## Classifica finale
| Classifica | Squadre             | Qualificazione                   |
| ---------- | ------------------- | -------------------------------- |
| Oro        | Russia              | Campionato europeo juniores 2008 |
| Argento    | Francia             | Campionato europeo juniores 2008 |
| Bronzo     | Italia              | Campionato europeo juniores 2008 |
| 4          | Slovenia            |                                  |
| 5          | Serbia e Montenegro |                                  |
| 6          | Paesi Bassi         |                                  |
| 7          | Polonia             |                                  |
| 8          | Slovacchia          |                                  |
| 9          | Germania            |                                  |
| 10         | Belgio              |                                  |
| 11         | Bulgaria            |                                  |
| 12         | Ucraina             |                                  |